# العلاقات السلوفينية الكندية
العلاقات السلوفينية الكندية هي العلاقات الثنائية التي تجمع بين سلوفينيا وكندا.

## مقارنة بين البلدين
هذه مقارنة عامة ومرجعية للدولتين:
| وجه المقارنة                                              | سلوفينيا                                                      | كندا                     |
| --------------------------------------------------------- | ------------------------------------------------------------- | ------------------------ |
| المساحة (كم2)                                             | 20.27 ألف                                                     | 9.98 مليون               |
| عدد السكان (نسمة)                                         | 2.07 مليون                                                    | 35.70 مليون              |
| الكثافة السكانية (ن./كم²)                                 | 102.12                                                        | 3.58                     |
| العاصمة                                                   | ليوبليانا                                                     | أوتاوا                   |
| اللغة الرسمية                                             | اللغة السلوفينية، اللغة الإيطالية، لغة مجرية                  | لغة إنجليزية، لغة فرنسية |
| العملة                                                    | يورو، تولار سلوفيني                                           | دولار كندي               |
| الناتج المحلي الإجمالي (بليون دولار)                      | 48.77 مليار                                                   | 1.65 تريليون             |
| الناتج المحلي الإجمالي (تعادل القوة الشرائية) بليون دولار | 66.01 مليار                                                   | 1.59 تريليون             |
| الناتج المحلي الإجمالي الاسمي للفرد دولار أمريكي          | 20.73 ألف                                                     | 43.25 ألف                |
| الناتج المحلي الإجمالي للفرد دولار أمريكي                 | 30.40 ألف                                                     | 45.07 ألف                |
| مؤشر التنمية البشرية                                      | 0.880                                                         | 0.913                    |
| رمز المكالمات الدولي                                      | +386                                                          | +1                       |
| رمز الإنترنت                                              | .si                                                           | .ca                      |
| المنطقة الزمنية                                           | توقيت وسط أوروبا، ت ع م+01:00، ت ع م+02:00، أوروبا/ليوبليانا ‏ |                          |

## مدن متوأمة
في ما يلي قائمة باتفاقيات التوأمة بين مدن سلوفينية وكندية:
- ترتبط كوبر مع سانت جون باتفاقية توأمة.

## منظمات دولية مشتركة
يشترك البلدان في عضوية مجموعة من المنظمات الدولية، منها:
| علم المنظمة | اسم المنظمة                               | تاريخ انضمام سلوفينيا | تاريخ انضمام كندا |
| ----------- | ----------------------------------------- | --------------------- | ----------------- |
|             | المنظمة الهيدروغرافية الدولية             | ?                     | ?                 |
|             | منظمة الشرطة الجنائية الدولية             | ?                     | ?                 |
|             | الاتحاد البريدي العالمي                   | ?                     | ?                 |
|             | مركز تنسيق الحركة في أوروبا ‏              | ?                     | ?                 |
|             | حلف شمال الأطلسي                          | 29 مارس 2004          | 4 أبريل 1949      |
|             | منظمة التجارة العالمية                    | ?                     | ?                 |
|             | منظمة التعاون الاقتصادي والتنمية          | ?                     | ?                 |
|             | الفريق المعني برصد الأرض                  | ?                     | ?                 |
|             | مجموعة الموردين النوويين                  | ?                     | ?                 |
|             | مؤسسة التنمية الدولية                     | 25 فبراير 1993        | 24 سبتمبر 1960    |
|             | اتفاقية السماوات المفتوحة                 | ?                     | ?                 |
|             | منظمة الأمن والتعاون في أوروبا            | 24 مارس 1992          | 25 يونيو 1973     |
|             | مؤسسة التمويل الدولية                     | 25 فبراير 1993        | 20 يوليو 1956     |
|             | منظمة حظر الأسلحة الكيميائية              | ?                     | ?                 |
|             | الأمم المتحدة                             | 22 مايو 1992          | 9 نوفمبر 1945     |
|             | الاتحاد الدولي للاتصالات                  | 16 يونيو 1992         | 1 يوليو 1908      |
|             | البنك الدولي للإنشاء والتعمير             | 25 فبراير 1993        | 27 ديسمبر 1945    |
|             | مجموعة أستراليا                           | 2004                  | 1985              |
|             | المركز الدولي لتسوية المنازعات الاستشارية | 6 أبريل 1994          | 1 ديسمبر 2013     |
|             | وكالة ضمان الاستثمار متعدد الأطراف        | 19 مارس 1993          | 12 أبريل 1988     |
|             | يونسكو                                    | 27 مايو 1992          | 4 نوفمبر 1946     |

## أعلام
هذه قائمة لبعض الشخصيات التي تربطها علاقات بالبلدين:
- جين بروزاك (8 أغسطس 1987 – )
- سابرينا جرديفيتش (أكتوبر 1971 – )
- كيفن بانجوس (لاعب كرة سلة كندي، 26 يناير 1993[23] – )
- لوليتا دافيدوفيتش (15 يوليو 1961[24][25][26] – )
- والتر وولف (5 أكتوبر 1939 – )

## وصلات خارجية
- موقع وزارة الخارجية السلوفينية
- موقع وزارة الخارجية الكندية